# John Love
John Maxwell Lineham Love (Bulawayo, 7 dicembre 1924 – Bulawayo, 25 aprile 2005) è stato un pilota automobilistico zimbabwese.

## Biografia
Dopo aver cominciato a correre nella natia Rhodesia, Love si trasferì in Europa nei primi anni sessanta a correre per la squadra di Formula Junior di Ken Tyrrell, ma per vari motivi (tra cui un incidente) non riuscì ad ottenere grandi risultati. Si impose però nel 1962 nel campionato turismo britannico. Ritornò allora in Sudafrica dove si dedicò alle gare di Formula 1 locali, allora frequenti, che si alternavano a gare internazionali quando le principali scuderie si spostavano in Africa per il Gran Premio del Sud Africa o le gare di contorno non valide per il campionato mondiale.
Vinse per ben sei volte il Campionato sudafricano di Formula 1. Nel Gran Premio del Sud Africa 1967 Love si trovò a guidare una Cooper di due anni prima modificata con un motore "Tasman" Climax FPF da 2700 cc, vettura adatta per gare locali ma non all'altezza dei migliori piloti della Formula 1 al volante di monoposto da 3000 cc. Ciò nonostante, e a 42 anni, Love si qualificò quinto e in gara si ritrovò in testa quando al 61º giro sia Jack Brabham che Denny Hulme si ritirarono a causa delle condizioni torride del circuito di Kyalami.
Love dovette però fermarsi ai box per un rifornimento di carburante (la sua vettura non aveva l'autonomia di un intero Gran Premio) e così terminò al secondo posto dietro Pedro Rodríguez in una Cooper ufficiale a motore Maserati, un grosso risultato per un privato in una vettura antiquata. L'anno successivo Love salì di nuovo all'onore della cronaca per aver corso in una Brabham colorata con le insegne della marca di sigarette Gunston, il primo esempio di sponsorizzazione professionale nella Formula 1.
Love muore nel 2005 e riceve sepoltura all'interno della chiesa apostolica della pentecoste di Bulawayo.

## Risultati in Formula 1
| 1962 | Scuderia       | Vettura    |  |  |  |  |  |  |  |  |   |  |  |  |  | Punti | Pos. |
| ---- | -------------- | ---------- |  |  |  |  |  |  |  |  | - |  |  |  |  | ----- | ---- |
| 1962 | Pilota privato | Cooper T55 |  |  |  |  |  |  |  |  | 8 |  |  |  |  | 0     |      |

| 1963 | Scuderia       | Vettura    |  |  |  |  |  |  |  |  |  |   |  |  |  | Punti | Pos. |
| ---- | -------------- | ---------- |  |  |  |  |  |  |  |  |  | - |  |  |  | ----- | ---- |
| 1963 | Pilota privato | Cooper T55 |  |  |  |  |  |  |  |  |  | 9 |  |  |  | 0     |      |

| 1964 | Scuderia | Vettura    |  |  |  |  |  |  |  |    |  |  |  |  |  | Punti | Pos. |
| ---- | -------- | ---------- |  |  |  |  |  |  |  | -- |  |  |  |  |  | ----- | ---- |
| 1964 | Cooper   | Cooper T73 |  |  |  |  |  |  |  | NQ |  |  |  |  |  | 0     |      |

| 1965 | Scuderia       | Vettura    |     |  |  |  |  |  |  |  |  |  |  |  |  | Punti | Pos. |
| ---- | -------------- | ---------- | --- |  |  |  |  |  |  |  |  |  |  |  |  | ----- | ---- |
| 1965 | Pilota privato | Cooper T55 | Rit |  |  |  |  |  |  |  |  |  |  |  |  | 0     |      |

| 1967 | Scuderia       | Vettura    |   |  |  |  |  |  |  |  |  |  |  |  |  | Punti | Pos. |
| ---- | -------------- | ---------- | - |  |  |  |  |  |  |  |  |  |  |  |  | ----- | ---- |
| 1967 | Pilota privato | Cooper T79 | 2 |  |  |  |  |  |  |  |  |  |  |  |  | 6     | 11º  |

| 1968 | Scuderia     | Vettura      |   |  |  |  |  |  |  |  |  |  |  |  |  | Punti | Pos. |
| ---- | ------------ | ------------ | - |  |  |  |  |  |  |  |  |  |  |  |  | ----- | ---- |
| 1968 | Team Gunston | Brabham BT20 | 9 |  |  |  |  |  |  |  |  |  |  |  |  | 0     |      |

| 1969 | Scuderia     | Vettura  |     |  |  |  |  |  |  |  |  |  |  |  |  | Punti | Pos. |
| ---- | ------------ | -------- | --- |  |  |  |  |  |  |  |  |  |  |  |  | ----- | ---- |
| 1969 | Team Gunston | Lotus 49 | Rit |  |  |  |  |  |  |  |  |  |  |  |  | 0     |      |

| 1970 | Scuderia     | Vettura  |   |  |  |  |  |  |  |  |  |  |  |  |  | Punti | Pos. |
| ---- | ------------ | -------- | - |  |  |  |  |  |  |  |  |  |  |  |  | ----- | ---- |
| 1970 | Team Gunston | Lotus 49 | 8 |  |  |  |  |  |  |  |  |  |  |  |  | 0     |      |

| 1971 | Scuderia          | Vettura   |     |  |  |  |  |  |  |  |  |  |  |  |  | Punti | Pos. |
| ---- | ----------------- | --------- | --- |  |  |  |  |  |  |  |  |  |  |  |  | ----- | ---- |
| 1971 | Team Peco/Gunston | March 701 | Rit |  |  |  |  |  |  |  |  |  |  |  |  | 0     |      |

| 1972 | Scuderia     | Vettura     |  |    |  |  |  |  |  |  |  |  |  |  |  | Punti | Pos. |
| ---- | ------------ | ----------- |  | -- |  |  |  |  |  |  |  |  |  |  |  | ----- | ---- |
| 1972 | Team Gunston | Surtees TS9 |  | 16 |  |  |  |  |  |  |  |  |  |  |  | 0     |      |

| Legenda | 1º posto     | 2º posto | 3º posto    | A punti         | Senza punti/Non class.  | Grassetto – Pole position Corsivo – Giro più veloce |
| Legenda | Squalificato | Ritirato | Non partito | Non qualificato | Solo prove/Terzo pilota | Grassetto – Pole position Corsivo – Giro più veloce |